# 國際太空站載人發射任務列表
國際太空站載人發射任務列表列出了國際太空站截至目前的所有載人發射任務。國際太空站的长期考察队员（远征队成员）在表格中以粗體標示，而對接時間標示所列出的是航天器的總對接時間。
国际空间站载人发射任务使用的载具共有航天飞机（1998年至2011年）、联盟号飞船（2001年至今）和龙飞船（2020年至今）三种。

## 已完成任务
| 国际太空站载人发射任务列表                                                                                                | 国际太空站载人发射任务列表                                           | 国际太空站载人发射任务列表                                                                                           | 国际太空站载人发射任务列表 | 国际太空站载人发射任务列表 | 国际太空站载人发射任务列表 |
| --- | -------------------------------------------------------------------- | --- | -------------------------- | -------------------------- | --- |
| 1990年代 · 2000年代 · 2010年代 · 2020年代 · 未来任务                                                                      |                                                                      | |                            |                            | |
| 序号 | 任務                                                                 | 机组人员 | 机组照片                   | 任务臂章                   | 備註 |
| 1990年代：1998年－1999年 ↑                                                                                                |                                                                      | |                            |                            | |
| 1. | STS-88 / 2A 奮進號 發射: 1998年12月4日 對接時間: 6日18小時           | 罗伯特·卡巴纳 弗雷德里克·斯托考 南希·柯里 杰瑞·罗斯 詹姆斯·纽曼 谢尔盖·克里卡廖夫                                    | Template:Ifdc              |                            | 运送團結號節點艙（节点1） 3次太空漫步 |
| 2. | STS-96 / 2A.1 發現號 發射: 1999年5月27日 對接時間: 5日18小時         | 肯特·罗明格 裏克·赫斯本德 塔玛拉·杰尼根 艾伦·奥查 丹尼尔·巴利 朱莉·帕耶特 瓦列里·托卡列夫                            |                            |                            | 1次太空漫步 |
| 2000年代：2000年－2001年－2002年－2003年－2004年－2005年－2006年－2007年－2008年－2009年 ↑                                |                                                                      | |                            |                            | |
| 3. | STS-101 / 2A.2a 亞特蘭提斯號 發射: 2000年5月19日 對接時間: 5日18小時 | 詹姆斯·海塞尔 斯科特·赫罗威兹 玛丽·韦伯 杰弗里·威廉姆斯 詹姆斯·沃斯 苏珊·赫尔姆斯 尤里·乌萨切夫                      |                            |                            | 抬高轨道 ~30 km 1次太空漫步 |
| 4. | STS-106 / 2A.2b 亞特蘭提斯號 發射: 2000年9月8日 對接時間: 7日21小時  | 泰倫斯·威爾卡特 斯科特·阿尔特曼 卢杰 理查德·马斯特拉奇奥 丹尼尔·伯班克 尤里·马连琴科 鲍里斯·莫鲁科夫                 |                            |                            | 1次太空漫步 |
| 5. | STS-92 / 3A 發現號 發射: 2000年10月11日 對接時間: 6日21日            | 布莱恩·达菲 帕梅拉·梅尔罗伊 焦立中 威廉·麦克阿瑟 彼得·维索夫 迈克尔·洛佩斯·阿莱格里亚 若田光一                       |                            |                            | 运送Z1桁架 4次太空漫步 |
| 6. | 联盟TM-31 / 2R 發射: 2000年10月31日 對接時間: ~183日                 | 尤里·吉德津科 谢尔盖·克里卡列夫 威廉·薛佛                                                                            |                            |                            | 發射遠征1:447-452 发射乘员通过STS-102返回 |
| 7. | STS-97 / 4A 奮進號 發射: 2000年11月30日 對接時間: 6日23小時          | 小布伦特·杰特 迈克尔·布卢姆菲尔德 约瑟夫·坦纳 马克·加诺 卡洛斯·诺列加                                                |                            |                            | 运送P6桁架 3次太空漫步 |
| 8. | STS-98 / 5A 亞特蘭提斯號 發射: 2001年2月7日 對接時間: 6日21小時      | 肯尼斯·科克雷尔 马克·波兰斯基 罗伯特·柯比姆 玛莎·埃文斯 托马斯·琼斯                                                  |                            |                            | 运送命運號實驗艙 3次太空漫步 |
| 9. | STS-102 / 5A.1 發現號 發射: 2001年3月8日 對接時間: 8日21小時         | 吉姆·韦瑟比 詹姆斯·凯利 保罗·理查兹 安德鲁·托马斯 尤里·乌萨切夫 詹姆斯·沃斯 苏珊·赫尔姆斯                            |                            |                            | 發射遠征2 遠征1返回 使用列奥纳多号多功能后勤舱 2次太空漫步 |
| 10. | STS-100 / 6A 奮進號 發射: 2001年4月19日 對接時間: 8日3小時           | 肯特·罗明格 杰弗里·阿什比 克里斯·哈德菲尔 约翰·菲利普斯 斯科特·帕拉兹斯基 翁贝托·圭多尼 尤里·隆恰科夫                |                            |                            | 使用拉斐尔号多功能后勤舱 运送空间站远距离机械手系统（加拿大臂2） 2次太空漫步 |
| 11. | 联盟TM-32 / 2S 發射: 2001年4月28日 對接時間: ~183日                  | 塔尔加特·穆萨巴耶夫 尤里·米伊洛维奇·巴图林 丹尼斯·蒂托                                                               |                            |                            | 发射乘员通过联盟TM-31返回:451-453 丹尼斯·蒂托为首位商业太空旅行乘员 |
| 12. | STS-104 / 7A 亞特蘭蒂斯號 發射: 2001年7月12日 對接時間: 8日1小時     | 史蒂文·林赛 查尔斯·霍伯格 迈克尔·格恩哈特 珍妮特·卡万迪 詹姆斯·赖利                                                  |                            |                            | 运送尋求號氣密艙 3次太空漫步 |
| 13. | STS-105 / 7A.1 發現號 發射: 2001年8月10日 對接時間: 9日20小時        | 斯科特·赫罗威兹 弗雷德里克·斯托考 丹尼尔·巴利 帕特里克·弗雷斯特 弗兰克·卡伯特森 米哈伊尔·秋林 弗拉基米尔·杰茹罗夫    |                            |                            | 發射遠征3 遠征2返回 使用列奥纳多号多功能后勤舱 2次太空漫步 |
| 14. | 联盟TM-33 / 3S 發射: 2001年10月21日 對接時間: ~193日                 | 维克托·米哈伊洛维奇·阿法纳西耶夫 克洛迪·艾涅尔 康斯坦丁·科泽耶夫                                                     |                            |                            | 发射乘员通过联盟TM-32返回:453-454 |
| 15. | STS-108 / UF-1 奮進號 發射: 2001年12月5日 對接時間: 7日21小時        | 多米尼克·普德维尔·格里 马克·凯利 琳达·戈德温 丹尼尔·塔尼 尤里·奥努夫里恩科 卡尔·沃尔兹 丹尼尔·布尔施                 |                            |                            | 發射遠征4 遠征3返回 使用拉斐尔号多功能后勤舱 1次太空漫步 |
| 16. | STS-110 / 8A 亞特蘭蒂斯號 發射: 2002年4月8日 對接時間: 7日2小時      | 迈克尔·布卢姆菲尔德 史蒂芬·弗里克 杰瑞·罗斯 史蒂文·史密斯 艾伦·奥查 李·莫林 雷克斯·沃尔海姆                          |                            |                            | 运送S0桁架 4次太空漫步 |
| 17. | 联盟TM-34 / 4S 發射: 2002年4月25日 對接時間: ~196日                  | 尤里·吉德津科 罗伯托·维托里 马克·沙特尔沃思                                                                          |                            |                            | 发射乘员通过联盟TM-33返回:454-455 |
| 18. | STS-111 / UF-2 奮進號 發射: 2002年6月5日 對接時間: 7日22小時         | 肯尼斯·科克雷尔 保罗·洛克哈特 张福林 菲利普·佩林 瓦列里·科尔尊 佩吉·惠特森 谢尔盖·特列晓夫                           |                            |                            | 發射遠征5 遠征4返回 运送移动维修系统移动基座系统 使用列奥纳多号多功能后勤舱 3次太空漫步 |
| 19. | STS-112 / 9A 亞特蘭蒂斯號 發射: 2002年10月7日 對接時間: 6日21小時    | 杰弗里·阿什比 帕梅拉·梅尔罗伊 大卫·沃尔夫 桑德拉·马格努斯 皮尔斯·塞勒斯 费奥多尔·尤尔奇欣                            |                            |                            | 运送S1桁架 3次太空漫步 |
| 20. | 联盟TMA-1 / 5S 發射: 2002年10月20日 對接時間: ~183日                 | 谢尔盖·扎廖京 弗兰克·德·温纳 尤里·隆恰科夫                                                                           |                            |                            | 发射乘员通过联盟TM-34返回:481 |
| 21. | STS-113 / 11A 奮進號 發射: 2002年11月24日 對接時間: 6日22小時        | 吉姆·韦瑟比 保罗·洛克哈特 迈克尔·洛佩斯·阿莱格里亚 约翰·赫林顿 肯·鲍尔索克斯 尼古拉·布达林 唐纳德·佩蒂特             |                            |                            | 發射远征6 遠征5返回 运送P1桁架 3次太空漫步 |
| 哥伦比亚号航天飞机於2003年2月1日失事解體，航天飞机停飞至2005年7月，国际空间站的主要建设直到2006年9月由STS-115恢復继续执行 |                                                                      | |                            |                            | |
| 22. | 联盟TMA-2 / 6S 發射: 2003年4月28日 對接時間: ~182日                  | 尤里·马连琴科 卢杰                                                                                                   |                            |                            | 發射远征7:481-482 远征6通过联盟TMA-1返回 |
| 23. | 联盟TMA-3 / 7S 發射: 2003年10月18日 對接時間: ~192日                 | 亚历山大·卡列里 迈克尔·福奥勒 佩德罗·杜克                                                                            |                            |                            | 發射远征8:481-482 佩德罗·杜克与远征7乘员通过联盟TMA-2返回 |
| 24. | 联盟TMA-4 / 8S 發射: 2004年4月19日 對接時間: ~185日                  | 根纳季·帕达尔卡 迈克尔·芬克 安德烈·库佩斯                                                                            |                            |                            | 發射远征9 安德烈·库佩斯与远征8乘员通过联盟TMA-3返回 |
| 25. | 联盟TMA-5 / 9S 發射: 2004年10月14日 對接時間: ~190日                 | 萨利占·沙里波夫 焦立中 尤里·沙尔金                                                                                   |                            |                            | 發射远征10 尤里·沙尔金与远征9乘员于7日后通过联盟TMA-4返回 |
| 26. | 联盟TMA-6 / 10S 發射: 2005年4月15日 對接時間: ~179日                 | 谢尔盖·克里卡列夫 约翰·菲利普斯 罗伯托·维托里                                                                        |                            |                            | 發射远征11 罗伯托·维托里与远征10乘员通过联盟TMA-5返回 |
| 27. | STS-114 / LF1 發現號 發射: 2005年7月26日 對接時間: 8日20小時         | 艾琳·科林斯 詹姆斯·凯利 野口聪一 斯蒂芬·罗宾逊 安德鲁·托马斯 威迪·劳伦斯 查尔斯·卡马尔达                             |                            |                            | 恢復太空梭飛行任務 使用拉斐尔号多功能后勤舱 從國際空間站檢查太空梭 3次太空漫步 |
| 28. | 联盟TMA-7 / 11S 發射: 2005年10月1日 對接時間: ~189日                 | 瓦列里·托卡列夫 威廉·麦克阿瑟 格雷戈里·奥尔森                                                                        |                            |                            | 發射远征12 格雷戈里·奥尔森与远征11乘员通过联盟TMA-6返回 |
| 29. | 联盟TMA-8 / 12S 發射: 2006年3月30日 對接時間: ~180日                 | 帕维尔·维诺格拉多夫 杰弗里·威廉姆斯 马可斯·庞特斯                                                                    |                            |                            | 發射远征13 马可斯·庞特斯与远征12乘员通过联盟TMA-7返回 |
| 30. | STS-121 / ULF1.1 發現號 發射: 2006年7月4日 對接時間: 8日19小時       | 史蒂文·林赛 马克·凯利 迈克尔·佛苏姆 莉萨·诺瓦克 斯蒂芬妮·威尔逊 皮尔斯·塞勒斯 托马斯·雷特                            |                            |                            | 运送远征13乘员托马斯·雷特 從國際空間站檢查太空梭 使用列奥纳多号多功能后勤舱 3次太空漫步 |
| 31. | STS-115 / 12A 亞特蘭蒂斯號 發射: 2006年9月9日 對接時間: 6日2小時     | 小布伦特·杰特 克里斯托弗·弗格森 史蒂芬·麦克莱恩 丹尼尔·伯班克 海德玛丽·斯蒂法尼斯海恩-派帕 约瑟夫·坦纳               |                            |                            | 运送P3、P4桁架 從國際空間站檢查太空梭 3次太空漫步 |
| 32. | 联盟TMA-9 / 13S 發射: 2006年9月18日 對接時間: ~215日                 | 米哈伊尔·秋林 迈克尔·洛佩斯·阿莱格里亚 / 阿努什·安萨里                                                               |                            |                            | 發射远征14 阿努什·安萨里与远征13乘员通过联盟TMA-8返回 |
| 33. | STS-116 / 12A.1 發現號 發射: 2006年12月10日 對接時間: 7日23小時      | 马克·波兰斯基 威廉·奥费莱恩 尼古拉斯·帕特里克 罗伯特·柯比姆 克裏斯特·富格萊桑 琼·希金博特姆 苏妮塔·威廉斯            |                            |                            | 运送远征14乘员苏妮塔·威廉斯 运送P5桁架 從國際空間站檢查太空梭 4次太空漫步 |
| 34. | 联盟TMA-10 / 14S 發射: 2007年4月7日 對接時間: ~196日                 | 奥列格·科托夫 费奥多尔·尤尔奇欣 / 查尔斯·西蒙尼                                                                      |                            |                            | 發射远征15 查尔斯·西蒙尼商业太空旅行乘员，与远征14乘员通过联盟TMA-9返回 |
| 35. | STS-117 / 13A 亞特蘭蒂斯號 發射: 2007年6月8日 對接時間: 8日19小時    | 弗雷德里克·斯托考 李·阿尔尚博 帕特里克·弗雷斯特 史蒂文·斯旺森 约翰·奥利瓦斯 詹姆斯·赖利 克莱顿·安德森                |                            |                            | 运送远征15乘员克莱顿·安德森 运送S3、S4桁架 從國際空間站檢查太空梭 4次太空漫步 |
| 36. | STS-118 / 13A.1 奮進號 發射: 2007年8月8日 對接時間: 8日18小時        | 斯科特·凯利 查尔斯·霍伯格 特蕾西·考德威尔 理查德·马斯特拉奇奥 达菲德·威廉姆斯 芭芭拉·摩根 阿尔文·德鲁                |                            |                            | 运送S5桁架 從國際空間站檢查太空梭 4次太空漫步 航天飞机发射时一块从燃料箱上脱落的泡沫绝缘材料击中了机身腹部的隔热瓦并造成破碎，最后飞机提前返航 芭芭拉·摩根是第一位成功进入太空的NASA太空教师计划的宇航员 |
| 37. | 联盟TMA-11 / 15S 發射: 2007年10月10日 對接時間: ~189日               | 尤里·马连琴科 佩吉·惠特森 谢赫·穆扎法尔·舒库尔                                                                       |                            |                            | 發射远征16 谢赫·穆扎法尔与远征15乘员通过联盟TMA-10返回 |
| 38. | STS-120 / 10A 發現號 發射: 2007年10月23日 對接時間: 10日22小時       | 帕梅拉·梅尔罗伊 乔治·扎木喀 斯科特·帕拉兹斯基 斯蒂芬妮·威尔逊 道格拉斯·惠洛克 保罗·奈斯波利 丹尼尔·塔尼              |                            |                            | 运送远征16乘员丹尼尔·塔尼 运送和諧號節點艙（节点2） 重新安装P6桁架 從國際空間站檢查太空梭 5次太空漫步 |
| 39. | STS-122 / 1E 亞特蘭蒂斯號 發射: 2008年2月7日 對接時間: 8日16小時     | 史蒂芬·弗里克 艾伦·波恩德克特 利兰·梅尔文 雷克斯·沃尔海姆 汉斯·西里格 斯坦利·洛弗 利奥波德·埃亚尔茨                  |                            |                            | 运送远征16乘员利奥波德·埃亚尔茨 运送哥倫布實驗艙 從國際空間站檢查太空梭 3次太空漫步 |
| 40. | STS-123 / 1J/A 奮進號 發射: 2008年3月11日 對接時間: 11日21小時       | 多米尼克·普德维尔·格里 格雷戈里·约翰逊 罗伯特·本肯 迈克尔·弗尔曼 理查德·林奈 土井隆雄 加勒特·里斯曼                  |                            |                            | 运送远征16乘员加勒特·里斯曼 运送希望号实验舱实验后勤模组加压部分和专用灵巧机械手（德克斯特） 從國際空間站檢查太空梭 5次太空漫步                                                                          |
| 41. | 联盟TMA-12 / 16S 發射: 2008年4月8日 對接時間: ~198日                 | 谢尔盖·沃尔科夫 奥列格·科诺年科 李素妍                                                                               |                            |                            | 發射远征17 李素妍与远征16乘员通过联盟TMA-11返回 |
| 42. | STS-124 / 1J 發現號 發射: 2008年5月31日 對接時間: 8日17小時          | 马克·凯利 肯尼斯·汉姆 克伦·尼伯格 罗纳德·加兰 迈克尔·佛苏姆 星出彰彦 格雷戈里·查米托夫                               |                            |                            | 运送远征17乘员格雷戈里·查米托夫 运送希望号实验舱加压模组 從國際空間站檢查太空梭 3次太空漫步 |
| 43. | 联盟TMA-13 / 17S 發射: 2008年10月12日 對接時間: ~164日               | 尤里·隆恰科夫 迈克尔·芬克 理查德·加里奥特                                                                            |                            |                            | 發射远征18 理查德·加里奥特为商业太空旅行乘员，与远征17乘员通过联盟TMA-12返回 |
| 44. | STS-126 / ULF2 奮進號 發射: 2008年11月15日 對接時間: 11日16小時      | 克里斯托弗·弗格森 埃里克·鲍伊 唐纳德·佩蒂特 斯蒂芬·鲍恩 海德玛丽·斯蒂法尼斯海恩-派帕 罗伯特·吉姆布伦 桑德拉·马格努斯 |                            |                            | 运送远征18乘员桑德拉·马格努斯 使用列奥纳多号多功能后勤舱 維修太阳阿尔法旋转接头 (SARJ) 從國際空間站檢查太空梭 4次太空漫步                                                                                |
| 45. | STS-119 / 15A 發現號 發射: 2009年3月15日 對接時間: 8日22小時         | 李·阿尔尚博 多米尼克·安东内利 约瑟夫·M·阿卡巴 史蒂文·斯旺森 理查德·阿诺德 约翰·菲利普斯 若田光一                     |                            |                            | 运送远征18乘员若田光一 运送S6桁架 從國際空間站檢查太空梭 3次太空漫步 |
| 46. | 联盟TMA-14 / 18S 發射: 2009年3月26日 對接時間: ~197日                | 根纳季·帕达尔卡 迈克尔·巴拉特 / 查爾斯·西蒙尼                                                                        |                            |                            | 發射远征19 查爾斯·西蒙尼为商业太空旅行乘员，与远征18乘员通过联盟TMA-13返回 |
| 47. | 联盟TMA-15 / 19S 發射: 2009年5月27日 對接時間: ~186日                | 罗曼·罗曼年科 弗兰克·德·温纳 罗伯特·瑟斯克                                                                           |                            |                            | 發射远征20 |
| 48. | STS-127 / 2J/A 奮進號 發射: 2009年7月15日 對接時間: 11日1小時        | 马克·波兰斯基 道格拉斯·赫尔利 克里斯托弗·卡西迪 托马斯·马什伯恩 大卫·沃尔夫 朱莉·帕耶特 蒂莫西·科普拉                |                            |                            | 运送远征20乘员蒂莫西·科普拉 运送希望号实验舱曝露设施 從國際空間站檢查太空梭 5次太空漫步 |
| 49. | STS-128 / 17A 發現號 發射: 2009年8月29日 對接時間: 9日9小時          | 弗雷德里克·斯托考 凯文·福特 帕特里克·弗雷斯特 何塞·莫雷诺·埃尔南德斯 克裏斯特·富格萊桑 约翰·奥利瓦斯 妮可·斯托特     |                            |                            | 运送远征20乘员妮可·斯托特 使用列奥纳多号多功能后勤舱 從國際空間站檢查太空梭 3次太空漫步 |
| 50. | 联盟TMA-16 / 20S 發射: 2009年9月30日 對接時間: ~167日                | 马克西姆·苏拉耶夫 杰弗里·威廉姆斯 盖·拉利伯特                                                                        |                            |                            | 發射远征21 盖·拉利伯特为商业太空旅行乘员，与远征20乘员通过联盟TMA-14返回 |
| 51. | STS-129 / ULF3 亞特蘭蒂斯號 發射: 2009年11月16日 對接時間: 6日17小時 | 查尔斯·霍伯格 巴里·威尔莫尔 迈克尔·弗尔曼 伦道夫·布雷斯尼克 利兰·梅尔文 罗伯特·萨切尔                                |                            |                            | 运送ELC-1和ELC-2 從國際空間站檢查太空梭 3次太空漫步 |
| 52. | 联盟TMA-17 / 21S 發射: 2009年12月20日 對接時間: ~162日               | 奥列格·科托夫 蒂莫西·克里默 野口聪一                                                                                 |                            |                            | 發射远征22 |
| 2010年代：2010年－2011年－2012年－2013年－2014年－2015年－2016年－2017年－2018年－2019年 ↑                                |                                                                      | |                            |                            | |
| 53. | STS-130 / 20A 奮進號 發射: 2010年2月8日 對接時間: 9日19小時          | 乔治·扎木喀 特里·沃特斯 凯瑟琳·哈娅 斯蒂芬·罗宾逊 尼古拉斯·帕特里克 罗伯特·贝恩肯                                    |                            |                            | 运送宁静号节点舱（节点3）和穹顶舱 從國際空間站檢查太空梭 3次太空漫步 |
| 54. | 联盟TMA-18 / 22S 發射: 2010年4月2日 對接時間: ~174日                 | 亚历山大·斯克沃尔佐夫 米哈伊尔·科尔尼延科 特雷西·戴森                                                                |                            |                            | 發射远征23 |
| 55. | STS-131 / 19A 發現號 發射: 2010年4月5日 對接時間: 10日5小時          | 艾伦·波因德克斯特 詹姆斯·达顿 理查德·马斯特拉奇奥 克莱顿·安德森 陶乐茜·梅特尔夫 斯蒂芬妮·威尔逊 山崎直子             |                            |                            | 使用列奥纳多号多功能后勤舱 從國際空間站檢查太空梭 3次太空漫步 |
| 56. | STS-132 / ULF4 亞特蘭蒂斯號 發射: 2010年5月14日 對接時間: 7日1小時   | 肯尼斯·汉姆 多米尼克·安东内利 斯蒂芬·鲍恩 克伦·尼伯格 皮尔斯·塞勒斯 加勒特·里斯曼                                    |                            |                            | 运送晨曦号实验舱 從國際空間站檢查太空梭 3次太空漫步 |
| 57. | 联盟TMA-19 / 23S 發射: 2010年6月15日 對接時間: ~162日                | 费奥多尔·尤尔奇欣 道格拉斯·惠洛克 香农·沃克                                                                          |                            |                            | 發射远征24 |
| 58. | 联盟TMA-01M / 24S 發射: 2010年10月7日 對接時間: ~158日               | 亚历山大·卡列里 斯科特·凯利 奥列格·斯克里波奇卡                                                                      |                            |                            | 發射远征25 |
| 59. | 联盟TMA-20 / 25S 發射: 2010年12月15日 對接時間: ~158日               | 德米特里·孔德拉季耶夫 凯瑟琳·科尔曼 保罗·奈斯波利                                                                    |                            |                            | 發射远征26 |
| 60. | STS-133 / ULF5 發現號 發射: 2011年2月24日 對接時間: 8日14小時        | 史蒂文·林赛 埃里克·鲍伊 阿尔文·德鲁 迈克尔·巴拉特 斯蒂芬·鲍恩 妮可·斯托特                                            |                            |                            | 发现号航天飞机的最后一次发射任务 运送ELC-4 运送列奥纳多号永久性多功能舱 從國際空間站檢查太空梭 1次太空漫步                                                                                               |
| 61. | 联盟TMA-21 / 26S 發射: 2011年4月4日 對接時間: ~162日                 | 安德烈·鲍里先科 亚历山大·萨莫库佳耶夫 小罗纳德·加兰                                                                  |                            |                            | 發射远征27 |
| 62. | STS-134 / ULF6 奮進號 發射: 2011年5月16日 對接時間: 11日18小時       | 马克·凯利 格里高利·约翰逊 迈克尔·芬克 格里高利·查米托夫 安德鲁·佛尔斯图尔 罗伯特·维托里                              |                            |                            | 奋进号航天飞机的最后一次发射任务 运送阿尔法磁谱仪 运送ELC-3 從國際空間站檢查太空梭 3次太空漫步 |
| 63. | 联盟TMA-02M / 27S 發射: 2011年6月7日 對接時間: ~165日                | 谢尔盖·沃尔科夫 迈克尔·佛苏姆 古川聪                                                                                 |                            |                            | 發射远征28 |
| 64. | STS-135 / ULF7 亚特兰蒂斯号 發射: 2011年7月8日 對接時間: 8日15小時   | 克里斯托弗·弗格森 道格拉斯·赫尔利 桑德拉·马格纳斯 雷克斯·瓦尔海姆                                                    |                            |                            | 最后一次航天飞机发射任务 使用拉斐尔号多功能后勤舱 從國際空間站檢查太空梭 1次太空漫步 |
| 65. | 联盟TMA-22 / 28S 發射: 2011年11月14日 對接時間: ~163日               | 安东·什卡普列罗夫 阿纳托利·伊万尼申 丹尼尔·伯班克                                                                    |                            |                            | 发射远征29 |
| 66. | 联盟TMA-03M / 29S 發射: 2011年12月21日 對接時間: ~193日              | 奥列格·科诺年科 安德烈·库佩斯 唐纳德·佩蒂特                                                                          |                            |                            | 發射远征30 |
| 67. | 联盟TMA-04M / 30S 發射: 2012年5月15日 對接時間: ~123日               | 根纳季·帕达尔卡 谢尔盖·列温 约瑟夫·M·阿卡巴                                                                          |                            |                            | 發射远征31 |
| 68. | 联盟TMA-05M / 31S 發射: 2012年7月15日 對接時間: ~125日               | 尤里·马连琴科 苏妮塔·威廉斯 星出彰彦                                                                                 |                            |                            | 發射远征32 |
| 69. | 联盟TMA-06M / 32S 發射: 2012年10月23日 對接時間: ~142日              | 奥列格·诺维茨基 叶夫根尼·塔列尔金 凯文·福特                                                                          |                            |                            | 發射远征33 |
| 70. | 联盟TMA-07M / 33S 發射: 2012年12月19日 對接時間: ~145日              | 罗曼·罗曼年科 托马斯·马什本 克里斯·哈德菲尔                                                                          |                            |                            | 發射远征34 |
| 71. | 联盟TMA-08M / 34S 發射: 2013年3月28日 對接時間: ~166日               | 帕维尔·维诺格拉多夫 亚历山大·米苏尔金 克里斯托弗·卡西迪                                                              |                            |                            | 發射远征35 |
| 72. | 联盟TMA-09M / 35S 發射: 2013年5月28日 對接時間: ~166日               | 费奥多尔·尤尔奇欣 凯伦·尼伯格 卢卡·帕尔米塔诺                                                                        |                            |                            | 發射远征36 |
| 73. | 联盟TMA-10M / 36S 發射: 2013年9月25日 對接時間: ~166日               | 奥列格·科托夫 谢尔盖·梁赞斯基 迈克尔·霍普金斯                                                                        |                            |                            | 發射远征37 |
| 74. | 联盟TMA-11M / 37S 發射: 2013年11月7日 對接時間: ~187日               | 米哈伊尔·秋林 理查德·马斯特拉奇奥 若田光一                                                                           |                            |                            | 發射远征38 飞船携带了2014年索契冬奥会火炬 |
| 75. | 联盟TMA-12M / 38S 發射: 2014年3月25日 對接時間: ~167日               | 亚历山大·斯克沃尔佐夫 奥列格·阿尔捷米耶夫 史蒂文·斯旺森                                                              |                            |                            | 發射远征39 |
| 76. | 联盟TMA-13M / 39S 發射: 2014年5月28日 對接時間: ~165日               | 马克西姆·苏拉耶夫 格雷戈里·怀斯曼 亚历山大·格斯特                                                                    |                            |                            | 發射远征40 |
| 77. | 联盟TMA-14M / 40S 發射: 2014年9月25日 對接時間: ~163日               | 亚历山大·萨莫库佳耶夫 叶莲娜·谢罗娃 巴里·威尔莫尔                                                                    |                            |                            | 發射远征41 |
| 78. | 联盟TMA-15M / 41S 發射: 2014年11月23日 對接時間: ~199日              | 安东·什卡普列罗夫 萨曼塔·克里斯托福雷蒂 特里·维尔特                                                                  |                            |                            | 發射远征42 |
| 79. | 联盟TMA-16M / 42S 發射: 2015年3月27日 對接時間: ~168日               | 根纳季·帕达尔卡 米哈伊尔·科尔尼延科 斯科特·凯利                                                                      |                            |                            | 發射远征43 米哈伊尔·科尔尼延科和斯科特·凯利于一年后通过联盟TMA-18M返回 |
| 80. | 联盟TMA-17M / 43S 發射: 2015年7月22日 對接時間: ~141日               | 奥列格·科诺年科 油井龟美也 凯尔·林格伦                                                                               |                            |                            | 發射远征44 |
| 81. | 联盟TMA-18M / 44S 發射: 2015年9月2日 對接時間: ~180日                | 谢尔盖·沃尔科夫 安德烈亚斯·莫根森 艾登·艾姆别托夫                                                                    |                            |                            | 發射远征45 安德烈亚斯·莫根森和艾登·艾姆别托夫与远征44乘员于7日后通过联盟TMA-16返回 |
| 82. | 联盟TMA-19M / 45S 發射: 2015年12月15日 對接時間: ~185日              | 尤里·马连琴科 蒂莫西·科帕拉 提姆·皮克                                                                                |                            |                            | 發射远征46 |
| 83. | 联盟TMA-20M / 46S 發射: 2016年3月18日 對接時間: ~171日               | 阿列克谢·奥夫奇宁 奥列格·斯克里波奇卡 杰弗里·威廉姆斯                                                                |                            |                            | 發射远征47 |
| 84. | 联盟MS-01 / 47S 發射: 2016年7月6日 對接時間: ~113日                  | 阿纳托利·伊万尼申 大西卓哉 凯瑟琳·鲁宾斯                                                                             |                            |                            | 发射远征48 |
| 85. | 联盟MS-02 / 48S 發射: 2016年10月19日 對接時間: ~171日                | 谢尔盖·雷日科夫 安德烈·鲍里先科 罗伯特·金布罗                                                                        |                            |                            | 发射远征49 |
| 86. | 联盟MS-03 / 49S 發射: 2016年11月17日 對接時間: ~194日                | 奥列格·诺维茨基 托马斯·佩斯凯 佩吉·惠特森                                                                            |                            |                            | 发射远征50 执行本次任务的托马斯·佩斯凯为纪录片《16次日出》演奏 |
| 87. | 联盟MS-04 / 50S 發射: 2017年4月20日 對接時間: ~135日                 | 费奥多尔·尤尔奇欣 杰克·费舍尔                                                                                        |                            |                            | 发射远征51 |
| 88. | 联盟MS-05 / 51S 發射: 2017年7月28日 對接時間: ~139日                 | 谢尔盖·梁赞斯基 兰道夫·布列兹尼克 保罗·内斯波利                                                                      |                            |                            | 发射远征52 |
| 89. | 联盟MS-06 / 52S 發射: 2017年9月12日 對接時間: ~168日                 | 亚历山大·米苏尔金 马克·范德·海 约瑟夫·阿卡巴                                                                         |                            |                            | 发射远征53 |
| 90. | 联盟MS-07 / 53S 發射: 2017年12月17日 對接時間: ~166日                | 安东·什卡普列罗夫 斯科特·廷格尔 金井宣茂                                                                             |                            |                            | 发射远征54 |
| 91. | 联盟MS-08 / 54S 發射: 2018年3月21日 對接時間: ~194日                 | 奥列格·阿尔捷米耶夫 安德鲁·福斯特 理查德·阿诺德                                                                      |                            |                            | 发射远征55 飞船携带了一颗2018年俄罗斯世界杯指定用球电视之星18 |
| 92. | 联盟MS-09 / 55S 發射: 2018年6月6日 對接時間: ~194日                  | 谢尔盖∙普罗科皮耶夫 亚历山大∙格斯特 塞丽娜·奥农-钱赛勒                                                               |                            |                            | 发射远征56 |
| 93. | 联盟MS-10 / 56S 發射: 2018年10月11日 未能对接                        | 阿列克谢·奥夫奇宁 尼克·黑格                                                                                          |                            |                            | 计划发射远征57 因火箭故障任务中止，两名乘员生还 两名乘员都通过联盟MS-12重返太空 |
| 94. | 联盟MS-11 / 57S 發射: 2018年12月3日 對接時間: ~203日                 | 奥列格·科诺年科 大卫·圣雅克 安妮·麦克莱恩                                                                            |                            |                            | 发射远征57 |
| 95. | 联盟MS-12 / 58S 發射: 2019年3月14日 對接時間: ~202日                 | 阿列克谢·奥夫奇宁 尼克·黑格 克里斯蒂娜·科赫                                                                          |                            |                            | 发射远征59 |
| 96. | 联盟MS-13 / 59S 發射: 2019年7月20日 對接時間: ~200日                 | 亚历山大·斯克沃尔佐夫 卢卡·帕尔米塔诺 安德鲁·理查德·摩根                                                             |                            |                            | 发射远征60 |
| 97. | 联盟MS-15 / 61S 发射: 2019年9月25日 對接時間: ~204日                 | 奥列格·斯克里波奇卡 杰西卡·梅尔 哈扎·曼苏里                                                                          |                            |                            | 发射远征61 |
| 2020年代：2020年－2021年－2022年－2023年－2024年 ↑                                                                        |                                                                      | |                            |                            | |
| 98. | 联盟MS-16 / 62S 发射: 2020年4月9日 对接时间: ~195日                  | 阿纳托利·伊万尼申 伊万·瓦格纳 克里斯托弗·卡西迪                                                                      |                            |                            | 发射远征62/63 |
| 99. | 载人龙飞船示范2号 发射: 2020年5月30日 对接时间: ~64日                | 罗伯特·本肯 道格拉斯·赫尔利                                                                                          |                            |                            | SpaceX龙飞船2号的首次载人飞行测试，也是航天飞机退役以来美国首次载人发射任务 乘坐载人龙飞船C206 |
| 100. | 联盟MS-17 / 63S 发射: 2020年10月14日 对接时间: ~185日                | 谢尔盖·雷日科夫 谢尔盖·弗拉基米罗维奇 凯瑟琳·鲁宾斯                                                                  |                            |                            | 发射远征63/64 |
| 101. | SpaceX载人1号 发射: 2020年11月16日 对接时间: ~165日                  | 迈克尔·霍普金斯 维克多·格洛弗 野口聪一 香农·沃克                                                                     |                            |                            | 乘坐载人飞龙号太空船C207 商業載人航天發展計畫的第一次任务，执行远征64/65 执行此次任务的野口聪一担任了2020年东京奥运会和东京残奥会的火炬接力空间大使                                                      |
| 102. | 联盟MS-18 / 64S 发射: 2021年4月9日 对接时间: ~190日                  | 奥列格·诺维茨基 彼得·杜布罗夫 马克·范德·海                                                                           |                            |                            | 发射远征65/66 |
| 103. | SpaceX载人2号 发射: 2021年4月23日 对接时间: ~199日                   | 罗伯特·金布罗 梅根·麦克阿瑟 星出彰彦 托马斯·佩斯凯                                                                   |                            |                            | 将4名宇航员送至国际空间站，进行为期6个月的飞行 执行此次任务的托马斯·佩斯凯在穹顶舱演奏东京奥运会闭幕式的马赛曲。                                                                                         |
| 104 | 联盟MS-19 发射: 2021年10月5日 对接时间: ~178日                       | - 安东·什卡普列罗夫 - 克里姆·斯彭科 - 尤利娅·别列希尔德                                                              |                            |                            | 运送1名俄罗斯宇航员和2名航天飞行参与者。该名俄罗斯宇航员是远征65/66的一部分。 |
| 105 | SpaceX載人3號 发射: 2021年11月11日 对接时间: ~174日                  | - 拉贾·查里 - 托馬斯·馬什本 - 馬提亞斯·毛雷爾 - 凯拉·巴伦                                                            |                            |                            | 将4名宇航员送至国际空间站，进行为期6个月的考察；这是载人龙飞船的第四次飞行。 |
| 106 | 联盟MS-20 发射: 2021年12月8日 对接时间: ~12日                        | - 亚历山大·米苏尔金 - 前泽友作 - 平野陽三                                                                            |                            |                            | 运送1名俄罗斯宇航员和2名日本航天参与者作短期飞行。 |
| 107 | 联盟MS-21 发射: 2022年3月18日 对接时间: ~195日                       | - 奥列格·阿尔捷米耶夫 - 丹尼斯·马特维耶夫 - 谢尔盖·科萨科夫                                                          |                            |                            | 将3名俄罗斯宇航员送至国际空间站 |
| 108 | 公理1號 发射: 2022年4月8日 对接时间: ~18日                           | - 迈克尔·洛佩斯·阿莱格里亚 - 拉里·康納 - 馬克·帕西 - 伊爾坦·施蒂比                                                   |                            |                            | 将1名航天员和3名太空游客送至国际空间站，进行为期10天的飞行 |
| 109 | SpaceX載人4號 发射: 2022年4月27日 对接时间: ~170日                   | - 凱爾·林格倫 - 罗伯特·海因斯 - 薩曼塔·克里斯托福雷蒂 - 杰西卡·沃特金斯                                              |                            |                            | |
| 110 | 联盟MS-22 发射: 2022年9月21日 对接时间: ~188日                       | - 谢尔盖·普罗科皮耶夫 - 德米特里·佩捷林 - 弗朗西斯科·卢比奥                                                          |                            |                            | 将3名航天员送至国际空间站。发射时有人飞行，着陆时无人飞行。机组人员将乘坐无人飞行的联盟MS-23返回。 |
| 111 | SpaceX载人5号 发射: 2022年10月5日 对接时间: ~155日                   | - 妮可·奥纳普·曼恩 - 乔希·卡萨达 - 若田光一 - 安娜·基金娜                                                            |                            |                            | 将4名航天员送至国际空间站，进行为期6个月的考察；这是载人龙飞船的第七次飞行。 |
| 113 | SpaceX載人6號 发射: 2023年3月2日 对接时间: ~184日                    | - 斯蒂芬·鲍恩 - 沃伦·霍伯格 - 苏丹·尼亚迪 - 安德里·费迪亚耶夫                                                        |                            |                            | 将4名航天员送至国际空间站，进行为期6个月的考察；这是载人龙飞船的第八次飞行。 |
| 114 | 公理2号 发射: 2023年5月21日 对接时间: ~8日                           | - 佩吉·惠特森 - 约翰·肖夫纳 - 阿里·艾尔卡尔尼 - 雷扬纳·巴尔纳维                                                      |                            |                            | 将1名航天员以及3名天空游客送至国际空间站；这是载人龙飞船的第九次飞行。 |
| 116 | SpaceX載人7號 发射: 2023年8月25日 对接时间: ~197日                   | - 贾斯敏·莫赫贝里 - 安德烈亚斯·莫根森 - 古川聪 - 康斯坦丁·鲍里索夫                                                   |                            |                            | 将4名航天员送至国际空间站，进行为期6个月的考察；这是载人龙飞船的第九次飞行。 |
| 117 | 联盟MS-24 发射: 2023年9月14日 对接时间: ~204日                       | - 奥列格·科诺年科 - 尼古拉·丘布 - 罗拉尔·奥哈拉                                                                      |                            |                            | 将3名航天员送至国际空间站，进行为期6个月的考察； |
| 118 | 公理3号 发射: 2024年1月18日 对接时间: ~21日                          | - / 迈克尔·洛佩斯-阿莱格里亚 - 沃尔特·维拉代 - 阿尔珀·盖泽拉夫哲 - 马库斯·旺特                                       |                            |                            | 至国际空间站短期任务； |

## 当前任务
| 序号 | 任務                                | 机组人员                                                            | 机组照片 | 任务臂章 | 備註                                                                                   |
| ---- | ----------------------------------- | ------------------------------------------------------------------- | -------- | -------- | -------------------------------------------------------------------------------------- |
| 118  | SpaceX載人8號 发射: 2024年3月4日    | - 马修·多米尼克 - 迈克尔·巴勒特 - 珍妮特·埃普斯 - 亚历山大·格雷本金 |          |          | 将4名航天员送至国际空间站，进行为期6个月的考察；这是载人龙飞船的第十一次飞行。         |
| 119  | 联盟MS-25 发射: 2024年3月23日       | - 奥列格·诺维茨基 - 玛丽娜·瓦西列夫斯卡娅 - 特雷西·考德威尔·戴森    |          |          | 将1名航天员送至国际空间站，进行为期6个月的考察；诺维茨基和瓦西列夫斯卡娅12天后返回地球 |
| 121. | 波音载人飞行测试 发射: 2024年6月5日 | - 巴里·威尔莫尔 - 蘇妮塔·威廉斯                                     |          |          | 波音星际航线载人飞行任务                                                               |

## 外部連結
- NASA （页面存档备份，存于）
- NASA ISS 載人發射任務臂章（页面存档备份，存于）
- ESA ISS 載人發射任務臂章 （页面存档备份，存于）